# Perevi (Osetia del Sur)
Perevi (en georgiano: პერევი) o Pereu (en osetio: Пъереу) fue una aldea que pertenece a la parcialmente reconocida República de Osetia del Sur, parte del distrito de Dzau, aunque de iure pertenece al municipio de Sachjere de la región de Imericia de Georgia.

## Toponimia
La aldea a veces se llama Mali Perev (en osetio: Гыццыл Пъеру; en ruso: Малый Переви).

## Historia
Durante la guerra ruso-georgiana de 2008, el pueblo fue ocupado por tropas rusas.
En mayo de 2011, el gobierno de Osetia del Sur, tras aprobar pasos fronterizos simplificados para los residentes de los asentamientos fronterizos, incluyó a Mala Perevi entre cuatro pueblos con pasos fronterizos, así como en la lista de pueblos de la República de Osetia del Sur cuyos residentes tienen derecho a un cruce fronterizo simplificado con Georgia. Desde 2016, el paso fronterizo funciona correctamente, pero solo permite el cruce a los residentes locales incluidos en una lista especial.

## Demografía
La evolución demográfica de Perevi entre 1970 y 2015 fue la siguiente:
| 36                                                       | 35 | 27 | 36 |
| (Fuente: Population of South Ossetia since Soviet times) |    |    |    |

Según el censo soviético de 1970, la mayoría de la población eran osetios; en el de 1989, el 77% de la población eran georgianos y el 21%, osetios.